# Peristicta janiceae
Peristicta janiceae – gatunek ważki z rodziny łątkowatych (Coenagrionidae). Występuje w Brazylii; stwierdzony w stanach Goiás, Minas Gerais i Rio Grande do Sul.